# قطار چنای
قطار چنای یا چنای اکسپرس (به انگلیسی: Chennai Express) یک فیلم درام-کمدی محصول کشور هند است که در سال ۲۰۱۳ به کارگردانی روهیت شتی و تهیه‌کنندگی گوری خان ساخته شد.
این فیلم دومین همکاری دیپیکا پادوکن و شاهرخ خان پس از فیلم ام شنتی ام (۲۰۰۷) است.
این فیلم سومین فیلم پرفروش تاریخ سینمای هند (در خارج از هند) شد.

## خلاصه داستان

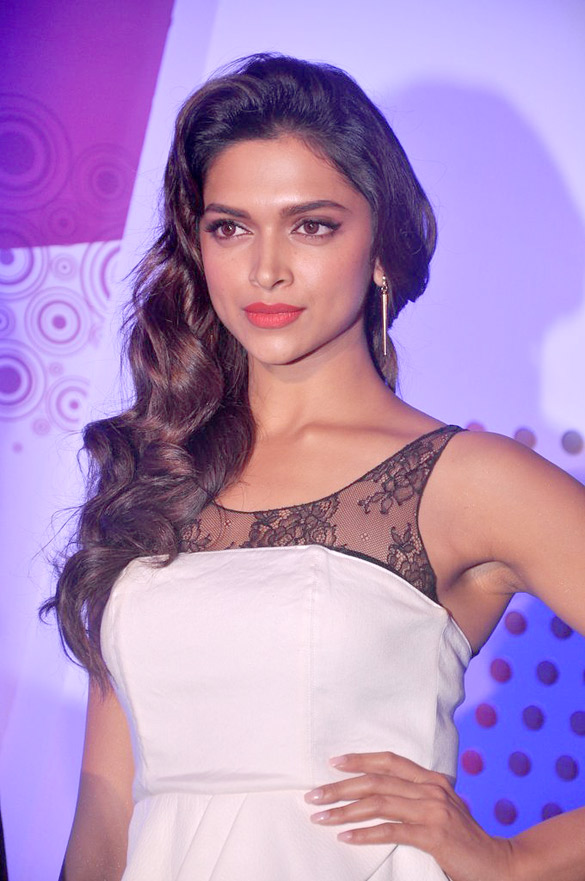
دیپیکا پادوکن بازیگر این فیلم

راهول (شاهرخ خان) به شهر کوچکی از ایالت تامیل نادو سفر می‌کند تا به وصیت پدربزرگش عمل کند و خاکسترهای او را به آب مقدس رامشوارام بریزد. او به‌طور تصادفی در قطار چنای با دختری با نام میناما (دیپیکا پادوکن) اهل روستای کوچکی آشنا می‌شود و این آشنایی کم‌کم به علاقه‌ای میان این دو تبدیل می‌شود و ماجراهایی رخ می‌دهد…